# Берёза (Кобринский район)
Берёза (бел. Бяроза) — деревня в Кобринском районе Брестской области Белоруссии. Входит в состав Буховичского сельсовета.
По данным на 1 января 2016 года население составило 133 человека в 71 домохозяйстве.
В деревне расположены фельдшерско-акушерский пункт и магазин.

## География
Деревня расположена в 15 км к северу от города и станции Кобрин, в 60 км к востоку от Бреста.
На 2012 год площадь населённого пункта составила 1,84 км² (184 га).

## История
Населённый пункт известен с 1559 года как имение и село Берёза (Березо́е). В разное время население составляло:
- 1999 год: 119 хозяйств, 244 человека;
- 2005 год: 103 хозяйства, 205 человек;
- 2009 год: 157 человек;
- 2016 год[2]: 71 хозяйство, 133 человека;
- 2019 год[1]: 122 человека.

## Достопримечательность
- Крестовоздвиженская православная церковь (1864)
- Свято-Ильинская церковь

## Галерея

Крестовоздвиженская православная церковь
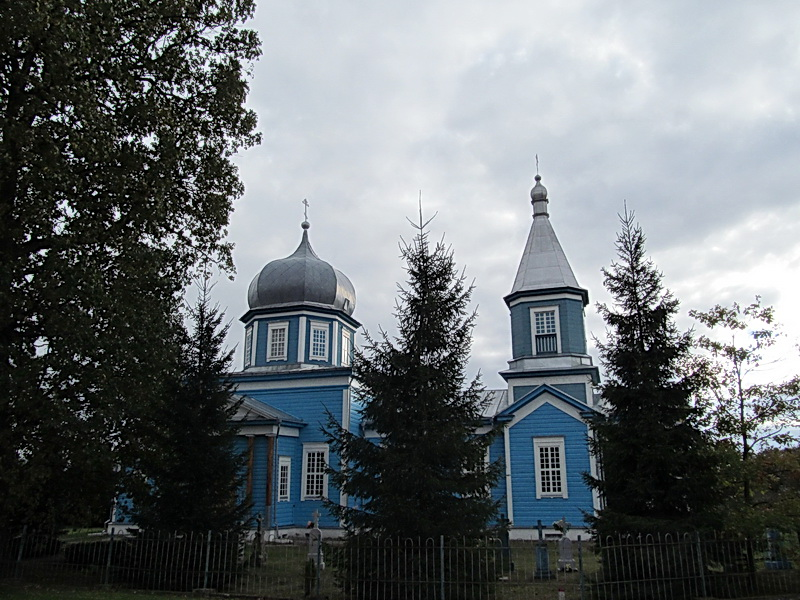
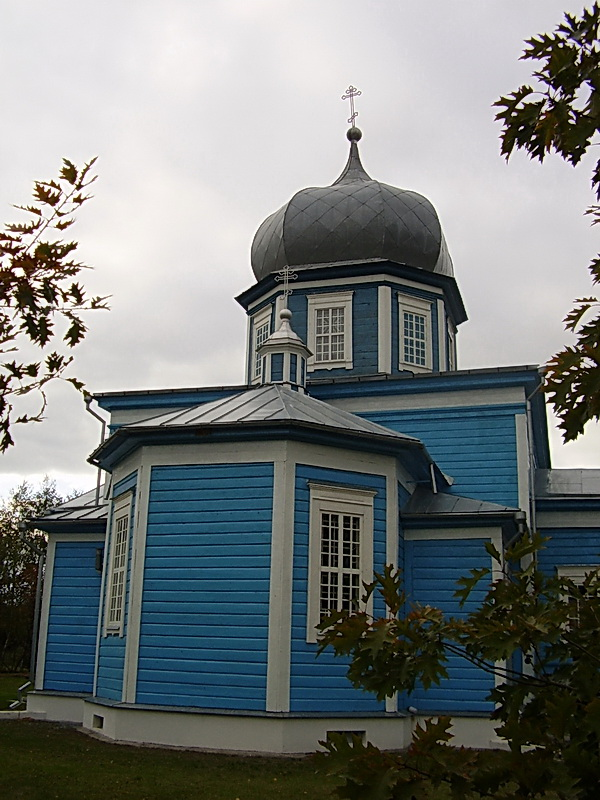
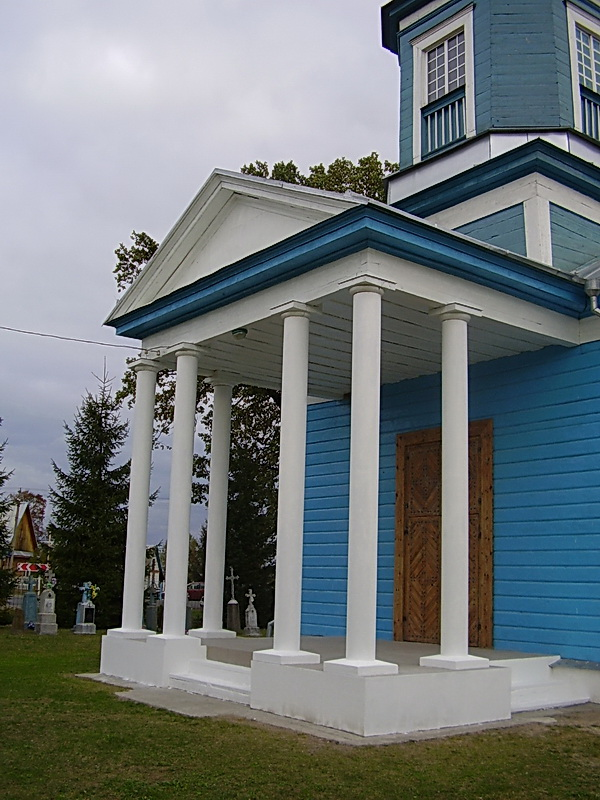
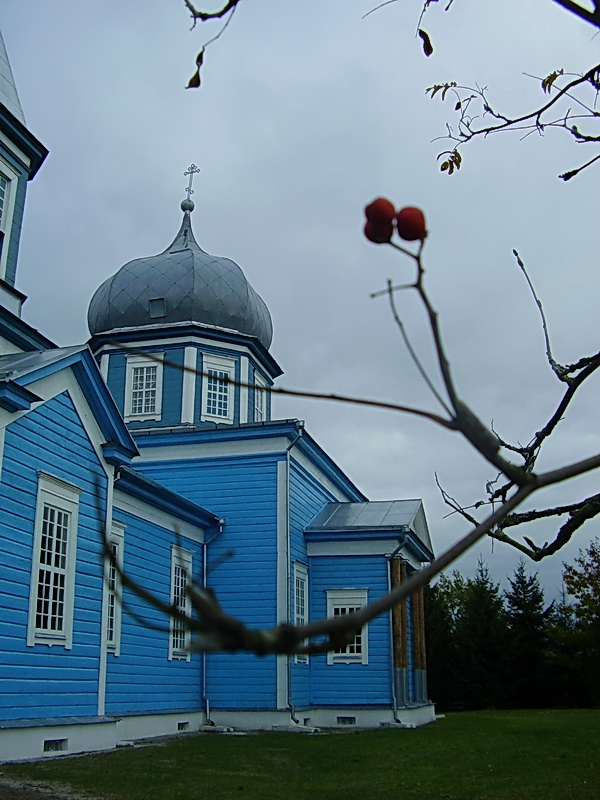